# 12119 Memamis
12119 Memamis è un asteroide della fascia principale. Scoperto nel 1999, presenta un'orbita caratterizzata da un semiasse maggiore pari a 2,2971873 au e da un'eccentricità di 0,1107579, inclinata di 6,62997° rispetto all'eclittica.
L'asteroide è dedicato alla studentessa statunitense Megan Marie Miskowski.